# Сортування включенням
Сортування включенням або сортування вставлянням — простий алгоритм сортування на основі порівнянь. На великих масивах є значно менш ефективним за такі алгоритми, як швидке сортування, пірамідальне сортування та сортування злиттям. Однак, має цілу низку переваг:
- простота у реалізації
- ефективний (зазвичай) на маленьких масивах
- ефективний при сортуванні масивів, дані в яких вже непогано відсортовані: продуктивність рівна O(n + d), де d — кількість інверсій
- на практиці ефективніший за більшість інших квадратичних алгоритмів (O(n2)), як то сортування вибором та сортування бульбашкою: його швидкодія рівна n2/4, і в найкращому випадку є лінійною
- є стабільним алгоритмом

Наприклад, більшість людей при сортуванні колоди гральних карт, використовують метод, схожий на алгоритм сортування включенням.

Приклад сортування включенням. Елементи в чорних рамках — посортована частина списку. Метод порівнює наступний елемент непосортованої частини (червона рамка) з послідовними елементами посортованої та вставляє у потрібне місце.

## Опис
На кожному кроці алгоритму ми вибираємо один з елементів вхідних даних і вставляємо його на потрібну позицію у вже відсортованому списку доти, доки набір вхідних даних не буде вичерпано. Метод вибору чергового елементу з початкового масиву довільний; може використовуватися практично будь-який алгоритм вибору. Зазвичай (і з метою отримання стійкого алгоритму сортування), елементи вставляються за порядком їх появи у вхідному масиві.

## Реалізація
Pascal
```
for
 
i
 
:=
 
2
 
to
 
arrayLength
 
do

begin

  
key
 
:=
 
arr
[
i
]
;

  
j
 
:=
 
i
;

  
while
 
(
j
 
>
 
1
)
 
and
 
(
arr
[
j
 
-
 
1
]
 
>
 
key
)
 
do

	
begin

	  
{обмін елементів}

	  
tempValue
 
:=
  
arr
[
j
]
;

	  
arr
[
j
]
 
:=
 
arr
[
j
 
-
 
1
]
;

	  
arr
[
j
 
-
 
1
]
 
:=
 
tempValue
;

	  
j
 
:=
 
j
 
-
 
1
;

	
end
;

  
arr
[
j
]
 
:=
 
key
;

end
;

```

C++
```
#include
 
<iostream>

#include
<ctime>

using
 
namespace
 
std
;

const
 
int
 
Nmax
 
=
 
100000
;

void
 
InsertSort
(
int
 
arr
[],
 
int
 
n
)

{

    
int
 
key
,
 
i
;

    
for
 
(
int
 
k
 
=
 
1
;
 
k
 
<
 
n
;
 
k
++
)
 
{

        
key
 
=
 
arr
[
k
];

        
i
 
=
 
k
 
-
 
1
;

        
while
 
((
i
 
>=
 
0
)
&&
(
arr
[
i
]
>
key
))
 
{

            
arr
[
i
 
+
 
1
]
 
=
 
arr
[
i
];

            
i
 
=
 
i
 
-
 
1
;

        
}

        
arr
[
i
 
+
 
1
]
 
=
 
key
;

    
}

}

int
 
main
()

{

    
int
 
n
 
=
 
0
;

    
cout
 
<<
 
"Rozmir: "
;

    
cin
 
>>
 
n
;

    
int
 
arr
[
Nmax
];

    
srand
(
time
(
NULL
));

    
for
 
(
int
 
i
 
=
 
0
;
 
i
 
<
 
n
;
 
i
++
){

        
arr
[
i
]
 
=
 
rand
()
%
 
10
;

    
}

    
for
 
(
int
 
i
 
=
 
0
;
 
i
 
<
 
n
;
 
i
++
){

        
cout
 
<<
 
arr
[
i
]
 
<<
 
"  "
;

    
}

    
cout
 
<<
 
endl
;

    
cout
 
<<
 
"InsertSort:"
 
<<
 
endl
;

    
InsertSort
(
arr
,
 
n
);

    
for
 
(
int
 
i
 
=
 
0
;
 
i
 
<
 
n
;
 
i
++
)

    
{

        
cout
 
<<
 
arr
[
i
]
 
<<
 
"  "
;

    
}

    
cout
 
<<
 
endl
;

    
system
(
"pause"
);

}

```